# C/2012 K5 (LINEAR)
C/2012 K5 (LINEAR) — одна з довгоперіодичних комет. Відкрита 25 травня 2012 року під час виконання програми пошуку навколоземних астероїдів ім. Лінкольна (LINEAR) коли мала 18,5m; ПЗЗ зображення отримано метровим рефлектором зі світосилою f/2.15 + ПЗЗ; спостерігачі: M. Blythe, G. Spitz, R. Brungard, J. Paige, P. Festler, T. McVey, A. Valdivia, C. Gall. Склавши 8 зображень отриманих у R-фільтрі з експозицією 120 секунд кожне було визначено, що об'єкт мав кому 10" в діаметрі й хвіст майже 20" довжиною з позиційним кутом 210°.
Останній час проходження перигелію: 28 листопада 2012 року, перигелійна відстань — 1,14 а.о. ексцентриситет — 0,998526. Найбільшого блиску комета досягла на початку 2013 року (близько 8m). Афелійна відстань ~1548 а.о. Період обертання навколо Сонця — близько 21 550 років. Найтісніше зближення з Землею відбулося 31 грудня 2012 року (0,294 а.о.).
Отримані біляінфрачервоні зображення чутливі до СО2 за допомогою інструмента IRAC (Infrared Array Camera) на космічному телескопі «Спітцер» дозволили розрахувати відношення СО2/Н2О, воно виявилося рівним 28.9 +/- 3.6% у припущенні, що забруднення від викидів CO незначне. Відносний вміст СО2, виміряний для C/2012 K5 (LINEAR) значно більший, ніж середнє значення, виміряне в кометах на аналогічних геліоцентричних відстанях. Комета спостерігалася після проходження перигелію на геліоцентричній відстані ~1.6 а.о..